# ※
※（こめじるし、米印）とは、日本語表記で使用する約物記号の一つ。JIS規格の一般記号で『米印』、要素としてReference Markとされている。
漢字の「米」の字を斜めに傾けたような形をしていることから名づけられたと思われる。
なお、電話などに用いられるスターマーク（）を「米印」と呼称する場合があるが、これは誤りである。

## 使用例
文中の注釈や章末のコメントで、本文と区別をつけるため使用される。なお、注釈が複数におよぶ場合は、記号のあとに番号や文字などをつけて区別する場合もある（※1、※2など）。
文例：
・・・、動物の性にはオスとメスがある※。・・・
・・・。
※ただし両性の動物も存在する。
また、記号が「米」に由来することから、かつて米穀店や日本酒の酒蔵（沢の鶴）でシンボルマークとして用いられていた。
米穀店で掲げていたほうろう引きの看板は、ノスタルジーの対象ともなっている。

### その他
テレビ業界では、視聴率が測定不能となった場合、「米印」「コメ」などと呼ばれているが、これはアスタリスク「*.*」を指していることに注意が必要である。

## 符号位置
| 記号 | Unicode | JIS X 0213 | 文字参照         | 名称 |
| ---- | ------- | ---------- | ---------------- | ---- |
| ※    | U+203B  | 1-2-8      | &#x203B; &#8251; | 米印 |